# Рука (Бреша)
Рука је насеље у Италији у округу Бреша, региону Ломбардија.
Према процени из 2011. у насељу је живело 69 становника. Насеље се налази на надморској висини од 651 м.